# Дюсенов, Нурым Сапарович
Нурым Сапарович Дюсенов (род. 17 ноября 1969, Петропавловск, Казахская ССР) — казахстанский борец (греко-римская борьба) и тренер. Заслуженный тренер Республики Казахстан. Мастер спорта Международного класса Республики Казахстан

## Биография
В качестве спортсмена принимал участие в юниорских и молодёжных соревнованиях в СССР.1988 год-первое место "Чемпионат России"среди молодёжи (г. Воронеж)1990 год-первое место «Чемпионат России» среди молодёжи (г. Хабаровск)1990 год- первое место «Чемпионат России» среди Проф. Союзов
В Набережных Челнах на всесоюзном первенстве среди взрослых, организованном Центральным советом «Трудовые резервы»занял первое место.
2 место на международном турнире в Польше. В 1991 году — серебряный призёр молодёжного чемпионата СССР (г. Тамбов).1993 год-5 место Чемпионат Мира среди взрослых Швеция-Стокгольм. Серебряный призёр Чемпионата Азии 1997 года по греко-римской борьбе 54 кг.В составе сборной Казахстана в 1993 году занял пятое место на чемпионате мира среди взрослых в Швеции. Участник Олимпийских игр 1996 года в г. Атланта, США, где прошёл во второй круг (1/8 финала) и в итоге занял 10-е место.
В качестве тренера более 10 лет возглавлял сборную Казахстана по греко-римской борьбе. Под его руководством спортсмены завоевали ряд медалей на международных соревнованиях взрослого и юниорского уровня, в том числе:
- 2001 г. Всемирные Юношеские Игры, г. Москва Тлеубаев Дастан 2 место 46 кг, Баяхметов Дархан 3 место 50 кг.
- 2003 г. Тенизбаев Нурбахыт Чемпион Мира, г. Стамбул 60 кг 1 место
- 2008 г. Тенизбаев Нурбахыт Олимпийские игры 2 место, г. Пекин
- 2008 г. Баяхметов Дархан Олимпийские игры 5 место. Г.Пекин
- 2009 г. Умембеткалиев Артур Чемпион Мира, г. Стамбул 50 кг 1 место
- 2010 г. Байзаков Айсултан Чемпионат Мира юниоры 2 место, г. Венгрия
- 2011 г. Сарсенбаев Жансерик 2 место юниоры, г. Румыния
- 2013 г. Баймаганбетов Акан Чемпионат Мира 3 место юниоры, Болгария
- 2015 г. Айнагулов Мейрамбек Всемирные американские игры 1 место Южная Корея, 3место ЧМ среди военнослужащих 2016 г., Македония.2017 г. Чемпионат Мира, г. Париж 2 серебра 59кг 2018 г. Азиатские игры, г. Джакарта 5 медалей: 2 место 67 кг, 2 место 130 кг, 3 место 60 кг, 3 место 87 кг, 3 место 97 кг. 2018 г. Чемпионат Мира, г. Будапешт 2 бронзы до 60 кг, 67 кг.